# Moelv
Moelv este o localitate din comuna Ringsaker, provincia Hedmark, Norvegia, cu o suprafață de 3,88 km² și o populație de 4.190 locuitori (2013).